# Julian K.E. Baltzer
Julian K. E. Baltzer (også kendt som Julian Christian Thiesgaard Kellerman) er en dansk tegnefilmsdubber. Han er søn af Lars Thiesgaard, der ligeledes er tegnefilmsdubber.

## Filmografi
- 2014: Sådan træner du din drage 2 - Stenknold
- 2012: Klokkeblomst og vingernes hemmelighed
- 2011: Arthurs julegaveræs - Arthur
- 2004: Bjørne Brødre
- 2004: Løvernes Konge 3 - Hakuna Matata[kilde mangler]
- 2004: Mickey fejrer jul i Andeby[kilde mangler]
- 2004: Polar-Ekspressen - Den ensomme dreng
- 2004: Sandtrolden - Cyril
- 2002: Peter Pan - Tilbage til Ønskeøen - Tvillingerne
- 2003: 101 Dalmatinere II - Kvik på eventyr I London
- 2003: Grislings store eventyr
- 2001-2003: Hos Mickey
- 2000: Dinosaurerne
- 2000: Tigerdyrets familiefest - Kængubarnet
- 1999: Tarzan - Unge Tantor
- 1998: Græsrødderne - Leder af Blåbær-spejderne